# Campeonato Asiático de Atletismo de 2019 - Salto com vara feminino
A prova do salto com vara feminino do Campeonato Asiático de Atletismo de 2019 foi disputada no dia 23 de abril de 2019 no Estádio Internacional Khalifa em Doha, no Catar. 

## Recordes
Antes desta competição, os recordes mundiais e do campeonato nesta prova eram os seguintes:
|                       | Nome              | Nacionalidade | Altura  | Local   | Data                 |
| --------------------- | ----------------- | ------------- | ------- | ------- | -------------------- |
| Recorde mundial       | Yelena Isinbayeva | Rússia        | 5m 06cm | Zurique | 28 de agosto de 2009 |
| Recorde do campeonato | Li Ling           | China         | 4m 66cm | Wuhan   | 6 de julho de 2015   |
| Recorde asiático      | Li Ling           | China         | 4m 66cm | Wuhan   | 6 de julho de 2015   |

## Medalhistas
| Ouro          | Prata           | Bronze           |
| Li Ling (CHN) | Xu Huiqin (CHN) | Natalie Uy (PHI) |

## Cronograma
Todos os horários são locais (UTC+3)
| Data        | Hora  | Evento |
| ----------- | ----- | ------ |
| 23 de abril | 17:10 | Final  |

## Resultado final
| Posição           | Atleta            | Nacionalidade | 3.60 | 3.80 | 4.00 | 4.10 | 4.20 | 4.30 | 4.36 | 4.46 | 4.51 | 4.61 | 4.71 | Resultado | Notas                |
| ----------------- | ----------------- | ------------- | ---- | ---- | ---- | ---- | ---- | ---- | ---- | ---- | ---- | ---- | ---- | --------- | -------------------- |
| Medalha de ouro   | Li Ling           | China         | –    | –    | –    | –    | –    | o    | –    | o    | –    | xxo  | xxx  | 4.61      | Recorde da temporada |
| Medalha de prata  | Xu Huiqin         | China         | –    | –    | –    | –    | xo   | –    | xo   | –    | xxx  |      |      | 4.36      | Recorde da temporada |
| Medalha de bronze | Natalie Uy        | Filipinas     | –    | o    | xo   | o    | o    | xxx  |      |      |      |      |      | 4.20      |                      |
| 4                 | Lim Eun-ji        | Coreia do Sul | –    | xo   | xxo  | xxo  | xxx  |      |      |      |      |      |      | 4.10      |                      |
| 5                 | Shen Yi-ju        | Taipé Chinesa | –    | o    | xxo  | –    | xxx  |      |      |      |      |      |      | 4.00      | =                    |
| 5                 | Rena Tanaka       | Japão         | o    | o    | xxo  | xxx  |      |      |      |      |      |      |      | 4.00      |                      |
| 7                 | Wu Chia-ju        | Taipé Chinesa | o    | xo   | xxo  | xxx  |      |      |      |      |      |      |      | 4.00      | Recorde da temporada |
| 8                 | Alyana Nicolas    | Filipinas     | –    | o    | xxx  |      |      |      |      |      |      |      |      | 3.80      |                      |
| 9                 | Mahsa Mirzatebibi | Irão          | o    | xxx  |      |      |      |      |      |      |      |      |      | 3.60      |                      |

Legenda
| Recorde mundial       | Recorde mundial (World record)               |                       | Recorde africano                      | Recorde africano (African) |                                           | Q | Classificado por posição (Qualified) |
| Recorde do campeonato | Recorde do campeonato (Championship record)  | Recorde da América    | Recorde da América (Americas)         | q                          | Classificado por melhor tempo (Qualified) |   |                                      |
| Melhor marca do ano   | Melhor marca do ano (World leading)          | Recorde asiático      | Recorde asiático (Asian)              | DNS                        | Não largou (Did not start)                |   |                                      |
| Recorde nacional      | Recorde nacional (National record)           | Recorde europeu       | Recorde europeu (European)            | DNF                        | Não terminou (Did not finish)             |   |                                      |
| Recorde pessoal       | Recorde pessoal do atleta (Personal best)    | Recorde da Oceania    | Recorde da Oceania (Oceania)          | DSQ / DQ                   | Desclassificado (Disqualified)            |   |                                      |
| Recorde da temporada  | Recorde da temporada do atleta (Season best) | Recorde sul-americano | Recorde sul-americano (South America) | NM                         | Sem marca (No mark)                       |   |                                      |